# La Vengeance du léopard
Pour plus de détails, voir Fiche technique et Distribution.
La Vengeance du léopard (拳門, Xue dou), aussi diffusé sous le titre La Vengeance du léopard chinois est un film hongkongais réalisé par Wu Tizn Chih (吳天池, en pinyin Wú Tiān-chí), sorti en 1972. 
Il met en vedette Pai Ying, Hu In-in, Tang Ching, Alan Tang et Liu Lan-yin (Pawana Chanajit). En France, il a été distribué fin 1973 par les Films Jacques Leitienne.

## Synopsis
Les Japonais défient les directeurs d'écoles de kung-fu dans des duels à mort et ils gagnent jusqu'à ce qu'une école apprenne à s'adapter et à les surmonter en combinant les styles.

## Fiche technique
- Titre : La Vengeance du léopard
- Titre original : 拳門 (Xue dou)
- Titre anglais : The Bloody Fight
- Dates de sortie : 
  - Empire colonial britannique : 1972
  - France : 1er novembre 1973[3]

## Distribution
- Ingrid Hu Yin-yin : Shih Chih-ying
- Bai Ying : Tien Chung-yu
- Tang Ching : Tsai
- Pawana Chanajit : Ka Chia
- Alan Tang : Shin Tien-hua
- Lau Chan
- Fei Lung Chen
- Hsing-Tang Chen
- Chen Kuan-tai : Sun Ta-kuei
- Mu Lung Chen
- Pi-bo Au : Nai Kung
- Chung Ping Chiang : Shih Ching-hao
- Yeh Fang : Chalapa
- Eddy Ko : Chiang Yen-nan
- Wen Chung Ku : Shih
- Shen Lin
- Ti Tang : Samouraï ivre
- Han Ting
- Tsang Choh-lam : un ami de Tsai
- Shi-Li Wang